# Миколаївка (14)
Новомикола́ївка або Миколаївка  (рос. Новониколаевка, розм. — «чотирнадцятий») — зникле (не існуюче) село на території Трохимівської сільської ради Іванівського району Херсонської області України.
Походження назви села пов'язують із останнім російським царем Миколою II, але точної версії походження назви наразі не встановлено.

## Історія
Село Новомиколаївка — виникло в 1910 р., на захід від Павлівської балки, що впадає до Агайманського поду . Засновниками села були селяни — переселенці з с. Чорноіванівки Василівського району Запорізької області, що під час Столипінської аграрної реформи отримали земельні ділянки — відруби серед цілини Таврійського степу. Статистичні дані на 01.01.1915 р. по Агайманській волості свідчать, що в селі (на той час — висілок № 14) було 28 дворів, мешкало 249 жителів (127—122). Сільській громаді належало 562 десятини землі і зафіксований був лише 1 кінь та 110 волів. Першими поселенцями, ймовірно, стали родини Касьяненка Якима та Марії, Мовчана Нестера та Устини, Кравченка Іларіона та Олени, Ковтуна Апатія та Олени, Шовкопляса Гната та Марфи, Гоголенка Фатея, Вітер Василя та Мотрі, Морозових Сергія та Векли.
Важливих та цікавих подій під час громадянської війни 1918—1920 р. в селі, наразі, не встановлено.
З початком сталінської суцільної колективізації (1929 р.) село, як сільгоспартіль № 2, увійшло до колгоспу «Прогрес» із центром у сусідній Трохимівці.
Територія Іванівського району була захоплена загонами гітлерівського вермахту 19 вересня 1941 року. Розпочався період гітлерівської окупації, який в історії Новомиколаївки запам′ятався і примусовим вивозом молоді на роботу до нацистської Німеччини. 7 юнаків та дівчат села стали остарбайтерами: Вітер Григорій 1924 р.н., Ісаєв Микола 1925 р.н., Ниркова Акулина 1924 р.н., Кізілов Микола 1927 р.н., Кравченко Василь 1923 р.н. та Кравченко Олександра 1908 р.н., Причина Микола 1925 р.н. Більша частини остарбайтерыв, до речі, була вивезена до райху навесні 1943 року. В роки війни 36 новомиколаївців боролися на фронтах з ворогом: п′ятеро з них — загинули (Шовкопляс Григорій 1920 р.н. та Шовкопляс Михайло 1905 р.н., Вітер Микола 1921 р.н., Чубаров Олексій 1917 р.н., Лоцман Микита 1907 р.н.). Перша, велика для села, воєнна мобілізація сталася в серпні 1941 р. (12 чол.), а друга — в листопаді 1943 р. (15 чол.), коли більшість мобілізованих ВПВК чоловіків та юнаків («сірих піджаків»), кинули в м′ясорубку під Перекопом та під Лепетихою. В Новомиколаївці було (?) військове поховання померлого від поранень в грудні 1943 р. гв. сержанта 54 гв. СД Кірсанова Павла, подальша доля якого не відома.
Як і для більшості сіл Трохимівської сільради, датою визволення Новомиколаївки є 29 жовтня 1943 р..
Після звільнення в селі (на 01. 01. 1945 р.) налічувалося понад 40 дворів та проживало близько 200 мешканців (81-130), з яких 90 — діти до 17 років, 36 — шкільного віку. В селі був зорганізований ФАП (завідувачка Свентицька Людмила Михайлівна 1914 р.н.). В село прибуло 28 осіб, а вибуло — 36. 99 осіб мали статус рядового колгоспника. Найстаріша мешканка села — Іграєва Параска Іванівна 1868 р.н. — була не грамотною.
СПИСОК МЕШКАНЦІВ НОВОМИКОЛАЇВКИ (14) НА 1946 р.
| № п\п та прізвище дорослих членів родини | рік народ.                                                                      | примітки | № п\п та прізвище дорослих членів родини | рік народ.                                                                     | примітки | № п\п та прізвище дорослих членів родини | рік народ.                                                    | примітки |
| --- | ------------------------------------------------------------------------------- | -------- | --- | ------------------------------------------------------------------------------ | -------- | --- | ------------------------------------------------------------- | -------- |
| 1. Шовкопляс Гнат Савелій. 2. Шовкопляс Марфа Іванівна 3. Кізілова Ніна Андріївна 4. Кізілов Федір Іванович 5. Коверник Наталка Іларіонівна 6. Коверник Павло Іларіонович 7. Касяненко Марія Петрівна 8. Касяненко Олексій Якимович 9. Касяненко Яким Ф 10. Касяненко Марія Гнатівна 11. Ковтун Апатій Григорович 12. Ковтун Оксана Микитівна 13. Мовчан Єфим Михайлович 14. Мовчан Катря Гаврилівна 15. Єльцов Федір Кіндратович 16. Єльцова Пелагея Федорівна 17. Гоголенко Фатей Нефтод. 18. Білоус Євдокія Сергіївна | 1874 1875 1915 1904 1913 1910 1916 1910 1879 1885 1881 1906 1910 1890 1880 1890 |          | 19. Разарьонова Олександра Григор. 20. Разарьонова Параска Кузьминична 21. Касяненко Олексій Михайлович 22. Касяненко Фрося Лаврівна 23. Вітер Василь Філонович 24. Вітер Мотря Митрофанівна 25. Хомутовська Тофіля 26. Сьоміна Уляна ? 27. Зайцев Григорій Павлович 28. Зайцева Віра Федорівна 29. Кравченко Оксана Архипівна 30. Горюнов Охрім 31. Іграєва Федора Климівна 32. Іграєв Іван Андрійович 33. Ковтун Євдокія Гаврилівна 34. Ковтун Яків Єфимович 35. Зобов Захар Іванович 36. Зобова Євдокія Якимівна | 1918 1893 1916 1896 1895 ? 1908 1916 1918 1878 ? 1910 1907 1916 1912 1909 1908 |          | 25. Кваснюк Параска Михайл. 26. Мовчан Устя Гордіївна 27. Мовчан Нестор Іванович 28. Чубарова Степанида Григ. 29. Чубаров Олексій Євстафій. 30. Азаєв Григорій Григорович 31. Азаєва Паша Несторівна 32. Морозова Феня Сергіївна 33. Бех Марія Федорівна 34. Бех Петро Сергійович 35. Мовчан Ганна Григорівна 36. Мовчан Іван Іванович 39. Ребриста Ганна Леонтіївна 40. Ребристий Степан Якович 41. Гуркіна Анастасія Свирид. | ? 1888 1896 1897 1915 1920 1918 1910 1913 1910 1912 1906 1907 |          |